# Línea 602 (Interurbanos Madrid)
La línea 602 de la red de autobuses interurbanos de Madrid unía el Hospital de la Paz y el Barrio del Pilar con El Pardo y Mingorrubio.

## Características
Esta línea ayudaba a los vecinos de Mingorrubio y El Pardo a conectar con el barrio del Pilar de la capital, su hospital de referencia (La Paz) y las carreteras A-1 y M-607. En realidad, no se debía considerar a esta línea como interurbana, ya que El Pardo pertenece al distrito de Fuencarral-El Pardo, situado dentro del término municipal de Madrid.
La línea mantenía los mismos horarios todo el año (exceptuando las vísperas de festivo y festivos de Navidad).
Estaba operada por la empresa Avanza Movilidad Integral, a través de Alacuber, mediante la concesión administrativa VCM-600 - Madrid – El Pardo (Viajeros Comunidad de Madrid) del Consorcio Regional de Transportes de Madrid.

### Fin de la concesión
La concesión bajo la que se encuentra esta línea, la VCM-600 Madrid - El Pardo finalizó. Las dos líneas que contenía, la línea 601 y la línea 602 pasaron a realizarse por la EMT, con la numeración 164 y 179 respectivamente. En particular, la línea 602 fue prolongada a Plaza de Castilla. Además se creó la línea N31 entre Moncloa y El Pardo.

## Horarios
| Lunes a viernes laborables | Lunes a viernes laborables | Sábados laborables, domingos y festivos | Sábados laborables, domingos y festivos |
| Hosp. La Paz > Mingorrubio | Mingorrubio > Hosp. La Paz | Hosp. La Paz > Mingorrubio              | Mingorrubio > Hosp. La Paz              |
| 07:00                      | 06:15                      | 08:00                                   | 07:15                                   |
| 08:00                      | 07:15                      | 09:00                                   | 08:15                                   |
| 09:00                      | 08:15                      | 10:00                                   | 09:15                                   |
| 10:00                      | 09:15                      | 11:00                                   | 10:15                                   |
| 11:00                      | 10:15                      | 12:00                                   | 11:15                                   |
| 12:00                      | 11:15                      | 13:00                                   | 12:15                                   |
| 13:00                      | 12:15                      | 14:00                                   | 13:15                                   |
| 14:00                      | 13:15                      | 15:00                                   | 14:15                                   |
| 15:00                      | 14:15                      | 16:00                                   | 15:15                                   |
| 16:00                      | 15:15                      | 17:00                                   | 16:15                                   |
| 17:00                      | 16:15                      | 18:00                                   | 17:15                                   |
| 18:00                      | 17:15                      | 19:00                                   | 18:15                                   |
| 19:00                      | 18:15                      | 20:00                                   | 19:15                                   |
| 20:00                      | 19:15                      | 21:00                                   | 20:15                                   |
| 21:00                      | 20:15                      | 22:00                                   | 21:15                                   |
| 22:00                      | 21:15                      | 23:00                                   | 22:15                                   |
| 23:00                      | 22:15                      |                                         |                                         |

## Recorrido y paradas

### Sentido Mingorrubio
| Código | Parada                                                  | Común con              | Conexiones con Metro |
| ------ | ------------------------------------------------------- | ---------------------- | -------------------- |
| 1602   | Hospital La Paz - Maternidad                            | 67 124 132 135 137 815 | Begoña               |
| 4651   | Monforte de Lemos - Polideportivo                       | 134 137                |                      |
| 1734   | Monforte de Lemos - Pontecesures                        | 134 137                |                      |
| 1736   | Monforte de Lemos - Parque de Bomberos                  | 134 137                |                      |
| 93     | Monforte de Lemos - La Vaguada                          | 49 83 132 137          | Barrio del Pilar     |
| 1367   | Monforte de Lemos - Junta Municipal                     | 49 83 128 132 137      |                      |
| 3287   | Monforte de Lemos N° 169                                | 132 137                |                      |
| 1663   | Gta. Mariano Salvador Maella                            | 127                    |                      |
| 1355   | Avenida Cardenal Herrera Oria - Ramón Gómez de la Serna | 64 83 133 815          |                      |
| 1352   | Avenida Cardenal Herrera Oria - Enrique Leyra           | 83 133 815             |                      |
| 1350   | Avenida Cardenal Herrera Oria - Arroyofresno            | 83 133 815             |                      |
| 1348   | Avenida Cardenal Herrera Oria - Navaluenga              | 83 133 815             |                      |
| 6315   | Ctra. M605 - El Tejar de Somontes                       | 601                    |                      |
| 6316   | Ctra. M605 - Club Somontes                              | 601                    |                      |
| 6317   | Ctra. M605 - Puente                                     | 601                    |                      |
| 6318   | Ctra. M605 - Parque de Transmisiones                    | 601                    |                      |
| 6319   | Ctra. M605 - Cuartel de Transmisiones                   | 601                    |                      |
| 10887  | Ctra. Fuencarral - Las Monjas                           | 601                    |                      |
| 6320   | P.º El Pardo - Plaza El Pardo                           | 601                    |                      |
| 6321   | P.º El Pardo - Cuartel del Rey                          | 601                    |                      |
| 6322   | P.º El Pardo - Cuartel Príncipe de Asturias             | 601                    |                      |
| 6323   | Ctra. El Pardo Colmenar Viejo - Mingorrubio             | 601                    |                      |
| 6324   | Ctra. El Pardo Colmenar Viejo - Cementerio              | 601                    |                      |

### Sentido Hospital de la Paz
| Código | Parada                                          | Común con              | Conexiones con Metro |
| ------ | ----------------------------------------------- | ---------------------- | -------------------- |
| 6324   | Ctra. El Pardo Colmenar Viejo - Cementerio      | 601                    |                      |
| 6325   | Ctra. El Pardo Colmenar Viejo - Mingorrubio     | 601                    |                      |
| 6326   | P.º El Pardo - Cuartel Príncipe de Asturias     | 601                    |                      |
| 6327   | P.º El Pardo - Cuartel del Rey                  | 601                    |                      |
| 6328   | P.º El Pardo - Plaza El Pardo                   | 601                    |                      |
| 6329   | Av. Guardia - Las Monjas                        | 601                    |                      |
| 6330   | Av. Guardia - Cuartel de Transmisiones          | 601                    |                      |
| 6331   | Ctra. M605 - Parque de Transmisiones            | 601                    |                      |
| 6332   | Ctra. M605 - Puente                             | 601                    |                      |
| 6333   | Ctra. M605 - Club Somontes                      | 601                    |                      |
| 6334   | Ctra. M605 - El Tejar de Somontes               | 601                    |                      |
| 1347   | Av. Cardenal Herrera Oria - Fuentemilanos       | 83 133 815             |                      |
| 1351   | Av. Cardenal Herrera Oria - Cuartel de Gascones | 83 133 815             |                      |
| 1353   | Av. Cardenal Herrera Oria - Enrique Leyra       | 83 133 815             |                      |
| 1354   | Av. Cardenal Herrera Oria - Islas Marquesas     | 64 83 133 815          |                      |
| 1664   | Gta. Mariano Salvador Maella                    | 127                    |                      |
| 1786   | Monforte de Lemos N° 163                        | 126 132 137 147        |                      |
| 1366   | Monforte de Lemos - Junta Municipal             | 49 83 128 132 137      |                      |
| 1368   | Monforte de Lemos - La Vaguada                  | 49 83 128 132 137      | Barrio del Pilar     |
| 1737   | Monforte de Lemos - Parque de Bomberos          | 134 137                |                      |
| 1735   | Monforte de Lemos - Puentecesures               | 134 137                |                      |
| 1733   | Monforte de Lemos - Parque Norte                | 134 137                |                      |
| 1602   | Hospital La Paz - Maternidad                    | 67 124 132 135 137 815 | Begoña               |